# Palla da hockey su pista

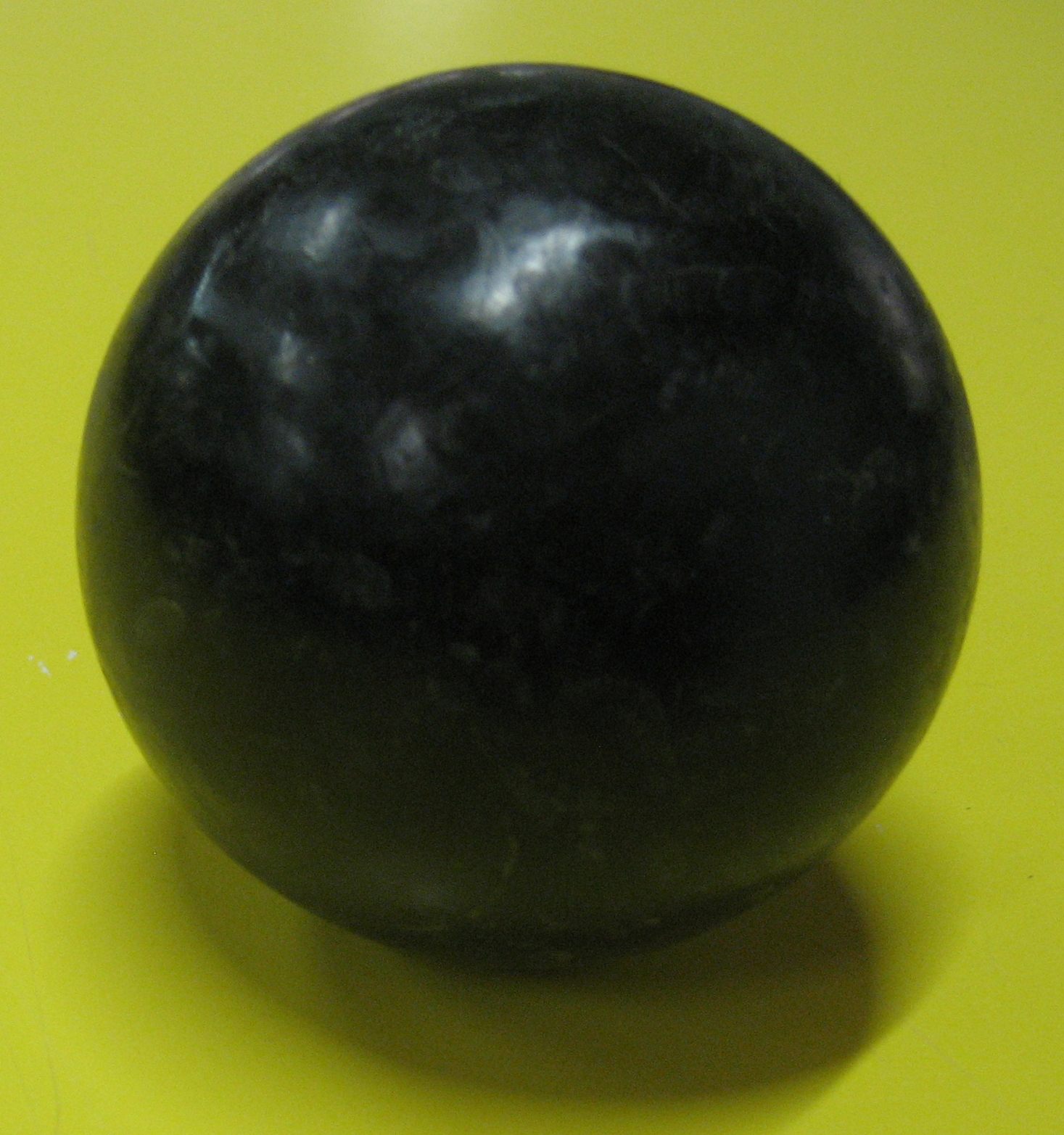
Palla da hockey su pista, versione Quad

La palla da hockey su pista è la palla usata nello sport dell'hockey su pista.

## Caratteristiche
Secondo le regole internazionali la palla regolamentare ha una forma sferica e le seguenti caratteristiche:
- colore: uno solo (tipicamente arancione o nero), che contrasti con la superficie di gioco, le linee di demarcazione del campo e la balaustra
- circonferenza: 23 cm
- peso: 155 g

L'idoneità della palla è stabilita dall'arbitro che ne verifica la visibilità e la ridotta capacità di rimbalzo.